# Oslavenec (opera)
Oslavenec je komická opera o jednom dějství českého skladatele Jindřicha Hartla na libreto Antonína Koukla. Poprvé ji uvedla 29. července 1882 divadelní společnost Jana Pištěka v Letním divadle na Královských vinohradech (Aréna v Kravíně) v Praze.

## Vznik a charakteristika
Skladatel a dirigent Jindřich Hartl se vzápětí po absolvování varhanické školy v Praze (1874) zapojil do divadelního dění, nejprve v ochotnickém Mikulášském divadle, kde působil souběžně se svým zaměstnáním varhaníka, od roku 1877 pak u Pištěkovy divadelní společnosti, v letech 1879 až 1881 u divadelní společnosti Pavla Švandy ze Semčic a v letech 1881 až 1884 opět u Pištěka. Vedle zastávání kapelnické pozice v těchto společnostech, díky čemuž dirigoval značné množství oper a operet, také pro tato divadla komponoval scénickou hudbu k činohrám.
Přitom napsal roku 1881 i krátkou operu – označovanou též jako „operní žert“ – pod názvem Oslavenec. Libreto s prostým venkovským námětem mu napsal mladý básník, dramatik a student práv, předčasně zesnulý Antonín Koukl (1860–1884), mimo jiné též libretista oper Ženichové Karla Kovařovice a Bratránek Josefa Nešvery. Pištěkova společnost ji uvedla v premiéře 29. července 1882 v tzv. Letním divadle na Královských Vinohradech, známějším pod názvem „aréna v Kravíně“, v kombinaci s veseloherní aktovkou rovněž od Antonína Koukla Lov mladého krále. Při ohlašování premiéry Pražský denník zdůrazňoval, že Kouklovy „dosavadní práce se těšily vždy zasloužené přízni“ a že Hartlova hudba „lze-li souditi dle dosavadních skladeb tohoto mladého hudebního umělce, vyhoví zouplna požadavkům, jaké se kladou v lahodnou hudbu“.
Ačkoli odborné recenze v tisku dílko uvedené v lidovém divadle pomíjely, obecenstvo ji přijalo celkem příznivě – opera u něj „doznala úspěchu velmi čestného“. Nikoli však následující činohru, a proto byl Oslavenec hrán při třetím (a v Praze zřejmě posledním) představení v kombinaci s Blodkovou operou V studni. Podle pozdější zprávy v tisku se však kritika „celkem velmi příznivě se o výtvoru tomto pronesla“, včetně již uznávané autority Antonína Dvořáka, a Hartl podle zejména jeho pokynů Oslavence ještě přepracoval. V nové podobě k němu práva v říjnu 1882 koupilo i Švandovo divadlo – což dokazuje, že Hartlovo přecházení mezi oběma konkurenčními soubory nezanechalo zlou krev. Švanda Oslavence uvedl ve svém smíchovském divadle poprvé 17. ledna 1883. Souběžně ho hrála Pištěkova společnost na svých mimopražských působištích (například v Jičíně). Po roce 1883 už tisk žádné profesionální uvedení Oslavence neregistruje, poměrně příznivý ohlas byl však Jindřichu Hartlovi jistě ku prospěchu při jednání o uvedení jeho celovečerní komické opery Natalie v Národním divadle o několik let později.
Tištěné libreto bylo vydáno v nakladatelství Jelínek & Hoffmann již v létě roku 1882 (byť nese vročení 1883).

## Postavy
- Varčický, měšťanosta
- Jiřík, venkovský hoch
- Amálka, venkovské děvče
- Castagnelli, sochař
- Petronella, jeho žena
- Bartoloměj, kantor
- Lid a zpěváci

## Děj opery
V městečku Křeseticích má umělec Castagnelli zhotovit sochu rodáka Fabiána ke stému výročí jeho narození. Starosta Varčický slibuje Castagnellimu pět dukátů odměny, bude-li dílo hotovo večer před výročím.
Castagnelli přemluví mládence Jiříka, aby se za sochu přestrojil; tak by umělec získal odměnu a nemusel by práci včas dokončit. Při oslavách si podvodu nikdo nepovšimne. Až když Jiříkova milá Amálka má položit k nohám „sochy“ věnec, Jiřík zapomene na svou roli, seskočí a Amálku obejme. Po vysvětlení, že vše učinil z lásky k Amálce, starosta Varčický Jiříkovi odpouští a Castagnelliho předá k potrestání.
Autorovo shrnutí děje v původním znění i celé libreto jsou k dispozici online.